# Anastatus yasumatsui
Anastatus yasumatsui is een vliesvleugelig insect uit de familie Eupelmidae. De wetenschappelijke naam is voor het eerst geldig gepubliceerd in 1973 door Shafee.